# Залахово
Залахово (пол. Załachowo) — село в Польщі, у гміні Лабішин Жнінського повіту Куявсько-Поморського воєводства.
Населення — 425 осіб (2011).
У 1975-1998 роках село належало до Бидгощського воєводства.

## Демографія
Демографічна структура станом на 31 березня 2011 року:
|          | Загалом | Допрацездатний вік | Працездатний вік | Постпрацездатний вік |
| -------- | ------- | ------------------ | ---------------- | -------------------- |
| Чоловіки | 225     | 80                 | 127              | 18                   |
| Жінки    | 200     | 59                 | 113              | 28                   |
| Разом    | 425     | 139                | 240              | 46                   |